# آفان جوجيا
آفان جوجيا ممثل ومغني كندي، ولد في 9 فبراير 1992. أشتهر بأداءه أدوار «بين ستارك» في كابريكا، بيك أوليفر في المنتصر، وداني ديزي في تويستيد.

## نشأته
ولد جوجيا في فانكوفر، كولومبيا البريطانية. أبوه مغترب هندي بريطاني هاجر إلى كندا، وأمه إنجليزية ويلزية ومن أصل ألماني. يجيد آفان التحدث قليلاً باللغة الغوجاراتية. ويحمل جوجيا جنسية كل من كندا والمملكة المتحدة.

## السيرة المهنية
أول دور قام جوجيا بتأديته كان في 2006، عندما لعب دور «داني اروجو» الشقيق الأصغر للمراهقة متغيرة الجنس «غوين اروجو»، في الفيلم التلفزيوني فتاة مثلي: قصة غوين اروجو. وظهر في مسلسل غرباء في أمريكا على شبكة سي دبليو التلفزيونية بدور «سام». في 2008 ظهر في فلمي نكلوديون بدور «تشامب» في جيم تيتشر: ذا موفي وبدور «تاجيد» في سيكتيلر. لعب دور «بين ستارك» في المسلسل التلفزيوني كابريكا. أدى جوجيا دور «بيك أوليفر» في مسلسل المنتصر الذي عرض على نكلوديون في مارس 2010. وشارك في تقديم العرض الأول للمتحولون: الجانب المظلم للقمر في 28 يونيو، 2011 بنيويورك.
أطلق آفان جوجيا حملة على الإنترنت باسم (بالإنجليزية: Straight But Not Narrow) بدعم من صديقه جوش هوتشرسن، والتي تهدف إلى تغيير وجهات النظر والمواقف للشباب المغايرين من مجتمع الإل جي بي تي. مؤخرًل لعب آفان الدور الرئيسي في المسلسل التلفزيوني تويستيد بدور داني ديزي.

## حياته الشخصية
درس آفان في مدرسة كيلارني الثانوية حتى السادسة عشر من عمره، قبل أن يغادر المدرسة ويتفرغ للتمثيل في كل وقته. دخل آفان جوجيا في علاقة مع الممثلة زوي دويتش منذ سبتمبر 2011. كما إن صداقة قوية تجمعه مع فيكتوريا جاستيس.

## فيلموغرافيا

### أفلام
| السنة | العنوان                   | الدور               | ملاحظات      |
| ----- | ------------------------- | ------------------- | ------------ |
| 2006  | فتاة مثلي: قصة غوين اروجو | داني اروجو          | فِلم تلفزيوني |
| 2007  | ديفيليز دايري             | الفتى المراهق الأول | فِلم تلفزيوني |
| 2008  | جيم تيتشير: ذا موفي       | تشامب سينكلير       | فِلم تلفزيوني |
| 2009  | مذهل!                     | تاجيد كاليان        | فِلم تلفزيوني |
| 2010  | فايندينغ هوب ناو          | سانتوس دلغادو       |              |
| 2010  | تريبل دوغ                 | ليمور               |              |
| 2011  | اليكس                     | اليكس               | فلم قصير     |
| 2012  | راغز                      | فين كوفينجتون       | فلم تلفزيوني |
| 2015  | تِن ثاوزند ساينتس          | تيدي                |              |
| 2015  | 'أنا مايكل'               | ويل                 |              |
| 2015  | الضواحي                   | ديف                 |              |
| 2015  | جناح شانغريلا             | تيجو ليتلفوت        |              |
| 2015  | تيد 2                     |                     |              |
| 2016  | عبور الحدود               | داني                |              |

### تلفزيون
| السنة     | العنوان         | الدور        | ملاحظات                |
| --------- | --------------- | ------------ | ---------------------- |
| 2007      | غرباء في أمريكا | سام          | دور متواتر             |
| 2010      | كابريكا         | بين ستارك    | دور متواتر             |
| 2010-2013 | المنتصر         | بيك أوليفر   | دور رئيسي              |
| 2011      | آي كارلي        | بيك أوليفر   | الموسم الرابع، حلقة 11 |
| 2013-2014 | تويستيد         | داني ديزي    | دور رئيسي              |
| 2015 -    | توت             | توت عنخ آمون | مسلسل قصير - دور رئيسي |

## ترشيحات وجوائز
| سنة  | الجائزة         | تصنيف                          | العمل   | النتيجة | م.    |
| ---- | --------------- | ------------------------------ | ------- | ------- | ----- |
| 2013 | جائزة تين تشويس | خيار نجم التلفزيون صيفًا - ذكور | تويستيد | ترشيح   | [ 8 ] |
| 2014 | جائزة تين تشويس | خيار ممثل التلفزيون: دراما     | تويستيد | ترشيح   |       |

## روابط خارجية
- آفان جوجيا على موقع IMDb (الإنجليزية)
- آفان جوجيا على موقع قاعدة بيانات الأفلام العربية
- آفان جوجيا على موقع ألو سيني (الفرنسية)
- آفان جوجيا على موقع ميوزك برينز (الإنجليزية)
- آفان جوجيا على موقع أول موفي (الإنجليزية)
- آفان جوجيا على موقع إن إن دي بي (الإنجليزية)
- آفان جوجيا على موقع ديسكوغز (الإنجليزية)
- آفان جوجيا على موقع قاعدة بيانات الفيلم (الإنجليزية)
- آفان جوجيا على موقع كينوبويسك (الروسية)